# Sobirania i Progrés
Sobirania i Progrés (en castellano Soberanía y Progreso) es un movimiento político español de ámbito catalán, constituido formalmente el 4 de octubre de 2006 y próximo a Esquerra Republicana de Catalunya. Es una plataforma que apoya la autodeterminación de Cataluña mediante la convocatoria de un referéndum.

## Promotores
- Joel Joan, actor y director.
- Elisenda Paluzie, profesora de la Facultad de Económicas de la Universidad de Barcelona;
- Anna Puigvert, doctora;
- Oriol Junqueras, historiador y cabeza de lista de Izquierda Republicana de Cataluña en las elecciones europeas de 2009;[2]
- Héctor López Bofill, profesor de Derecho Constitucional de la Universidad Pompeu Fabra;
- Maria Mercè Roca, escritora y diputada del Parlamento de Cataluña por Esquerra Republicana de Catalunya;
- Ramón Carranza, empresario;
- Miquel Strubell, profesor de Planificación Lingüística en la Universidad Nacional de San Martín;
- Xavier Vinyals, empresario y presidente de la Plataforma Pro Seleccions Esportives Catalanes;
- Isabel Pallarès i Roqué, secretaria confederal del sindicato Intersindical-CSC;
- Joan Costa, profesor de la Facultad de Económicas de la Universidad de Barcelona e investigador de la Escuela de Economía y Ciencia Política de Londres.
- Antoni Abad, abogado.